# Yeşilalıç, Viranşehir
Yeşilalıç là một xã thuộc huyện Viranşehir, tỉnh Şanlıurfa, Thổ Nhĩ Kỳ. Dân số thời điểm năm 2011 là 1.868 người.